# Холмское Евангелие
Холмское Евангелие — евангелие-апракос конца XIII века, написанный на церковнославянском языке.

## Описание
Представляет собой неполный апракос. Пергаментный манускрипт, написанный уставом в один столбец (кроме листов 151—167, где текст написан в две колонки), насчитывает 167 листов. Часть текстов внутри памятника потеряно. На нижних полях 4-12 листов помещена датированная 1376 годом, дарственная запись князя Юрия-Андрея Острожского, сына холмского князя Даниила, церкви Пречистой Богоматери в городе Хелм. Отсюда и название достопримечательности.
Евангелие украшено цветными заставками и инициалами XIII века. Листы 1-3 вставлены и содержат миниатюры XVI века (изображения евангелистов Луки, Матфея и Марка). Авторство миниатюр достоверно приписывают выдающемуся книжном мастеру (иллюминаторы, иконописцу-миниатюристов) Андрийчин, широко использовал декоративные мотивы западноевропейского происхождения (готические, ренессансные).

## История
Рукопись была приобретена в 1821 году в Одессе для М. Румянцева у неизвестного выходца из Молдовы. Отрывки из Холмского Евангелия и дарственную запись опубликовал Алексей Соболевский в «Очерках из истории русского языка» (К. 1884, отпечатка с «Киевских университетских известий»).
В 2015 году усилиями Волынской епархии УПЦ (МП), издательства «Воробей» и неравнодушных к родной культуре граждан, было напечатано факсимиле «Холмского Евангелия» дополненное научными статьями с историей Холмского Евангелия XIII века В. Корниенко, с художественным оформлением рукописи В. Александровича и историей Украинской Холмщины П. Троневича.